# Henriette Tassé
Pour les articles homonymes, voir Tassé (homonymie).
Henriette Tassé (23 septembre 1870 - 1964) était une journaliste et une écrivaine québécoise.
Elle est instruite chez les Sœurs des Saints-Noms-de-Jésus-et-de-Marie à Hochelaga. Libérale et féministe, elle milite pour le suffrage féminin, étant secrétaire du Comité provincial du suffrage féminin, et donne des conférences. 
Elle écrit en 1927 un ouvrage intitulé La Femme et la Civilisation en 1927, qui rappelle les grandes figures de l'Antiquité et du XIXe siècle.
Dans la revue Mon Magazine, elle publie des articles sur l'histoire des salons français, qu'elle réunit en volume en 1930,,.
Lorsque la Bibliothèque Saint-Sulpice est menacée de fermeture en 1930, elle s'exprime publiquement en faveur de sa préservation et témoigne de son utilité pour les chercheurs.
Tassé a notamment publié une biographie du satiriste Hector Berthelot, son oncle. 
Dès 1952, elle est surnommée « la doyenne des lettres canadiennes ». Elle collabore à la revue Amérique française en tenant la chronique « Souvenirs » de 1953 à 1955. 
En 1961, elle est invitée en tant qu'historienne dans l'émission Bonjour Madame sur la chaîne CBOFT-DT.
Décédée en 1964, elle avait trois enfants. À l'occasion de son décès, le journal La Presse lui rend hommage : « (...) un brillant esprit, dont les écrits reflètent tout un aspect de l'évolution de la pensée canadienne et québécoise, mais encore et surtout un caractère d'une fermeté, d'une rectitude, voire d'un rigorisme d'un autre âge. », et « Madame Henriette Tassé était de celles qui ont « pensé » le féminisme basé sur une valeur intellectuelle et lui ont donné une place prépondérante dans la société. ». Un fonds Henriette-Tassé a été créé à la bibliothèque de Montréal et aux archives nationales du Québec.

## Ouvrages publiés
- La Vie et le Rêve, 1915
- De tout un peu, 1923
- La Femme et la Civilisation, 1927 (préface d'Eugène Achard) [lire en ligne]
- Les Salons français, 1930 (éditions Aubanel)
- La Vie humoristique d'Hector Berthelot, 1934 [lire en ligne]
- Les Salons français du XIXe siècle, 1952 (préface de Firmin Roz)[6]